# 4e Infanteriedivisie (Verenigd Koninkrijk)
De 4e Infanteriedivisie (Engels: 4th Infantry Division) is een Britse infanteriedivisie. De eenheid was betrokken bij de Spaanse Onafhankelijkheidsoorlog, de Krimoorlog, de Eerste Wereldoorlog en de Tweede Wereldoorlog.

## Geschiedenis

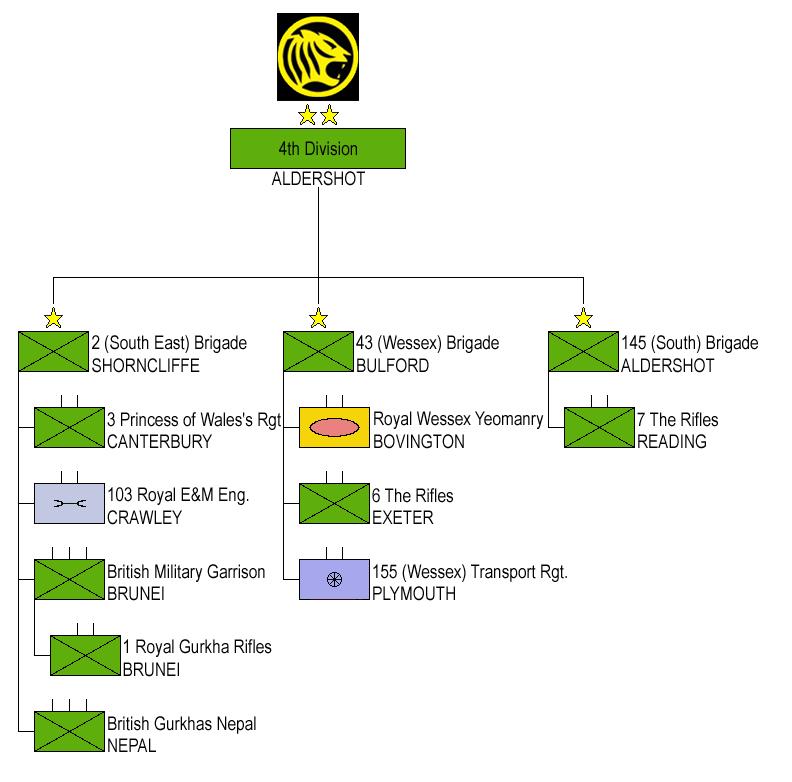
Huidige structuur van de Britse 4e Infanteriedivisie

De 4e Infanteriedivisie werd in 1809 opgericht door Arthur Wellesley, hertog van Wellington. De divisie was betrokken bij verschillende gevechten tijdens de Spaanse Onafhankelijkheidsoorlog. Tijdens de Slag bij Waterloo speelde de 4e Infanteriedivisie een kleine rol. Het was belast met de bescherming van de rechterflank van de Hertog van Wellington.
De 4e Infanteriedivisie kwam opnieuw in actie tijdens de Krimoorlog. Tijdens de Eerste Wereldoorlog maakte de 4e Infanteriedivisie onderdeel uit van de British Expeditionary Force (BEF). De divisie diende aan het Westfront en was onder andere betrokken bij de Slag bij de Marne, Eerste Slag om Ieper, Tweede Slag om Ieper, Slag aan de Somme en Derde Slag om Ieper.
In 1940, na het uitbreken van de Tweede Wereldoorlog, werd de 4e Infanteriedivisie als onderdeel van de British Expeditionary Force naar Frankrijk gezonden. Na de evacuatie bij Duinkerke verbleef de infanteriedivisie twee jaar in Groot-Brittannië. In november 1942 nam het deel aan Operatie Toorts en daarna aan de Tunesische veldtocht. Na de capitulatie van de Asmogendheden in Noord-Afrika nam de 4e Infanteriedivisie deel aan de Italiaanse Veldtocht. In november 1944 werd de 4e Infanteriedivisie vanwege de Griekse Burgeroorlog overgeplaatst naar Griekenland. In 1947 werd de divisie ontbonden. 
In april 1956 werd de 4e Infanteriedivisie nieuw leven ingeblazen. In 1978 werd de eenheid omgevormd tot de 4e Pantserdivisie. In 1995 werd er weer een divisie gevormd die de naam 4e Infanteriedivisie droeg.  